# Sveriges damlandslag i basket
Sveriges damlandslag i basket representerar Sverige i basket för damer. Första landskampen avgjordes 1957. Landslaget har vid ett antal tillfällen kvalificerat sig för EM-slutspel.

## Historik

### Tidiga år
Första matchen spelades den 17 november 1957 i Göteborg, och förlorades med 31-39 mot Danmark. Detta var samma år som den första SM-serien för damer avgjordes, där BK Rilton vann finalen över Lugi.

### 2010-talet
EM eller "Eurobasket Women" spelas vartannat år. Sverige har kvalat in sex gånger till EM.
Den 7 juli 2012 lyckades Sverige hemmaslå Bulgarien med 71-54, och kvalificerade sig därmed för Europamästerskapet 2013 i Frankrike, vilket var första gången svenskorna nådde turneringen sedan 1987. Väl där gick Sverige till kvartsfinal, där man fick stryk av Frankrike 83-87. Sverige kvalificerade sig under 2014 även för Europamästerskapet 2015 års turnering i Rumänien och Ungern, men blev där utslagna i gruppspelet. Sverige lyckades sedan inte kvalificera sig till EM2017 i Tjeckien. Sedan mars 2017 är François Gomez förbundskapten.

#### 2015/2016 (kval till Eurobasket Women 2017)
Detta var den första gången WNBA-spelarna Amanda Zahui och Farhiya Abdi båda skulle spela samtidigt. Abdi var med 2012 när Sverige kvalade in till Eurobasket och Zahui var med 2014. Men båda var unga då och nu var förväntningarna höga. Biljetterna till den första matchen mot Spanien såldes slut på 15 minuter och SVT beslutade att direktsända matchen. Ny förbundskapten var Jurgita Kausaite som tidigare hade varit assisterande coach till Lasse Johansson.
Spanien hade ett fantastiskt lag, förmodligen det bästa i världen efter USA, och körde över Sverige. Det skapade ett antiklimax även om siffrorna förmodligen var rättvisa om man jämförde spelartrupperna med varandra. Sverige åkte sedan till Finland ackompanjerade av den nystartade supportergruppen Moose nation. Över 200 supporters tog färjan över till Helsingfors. Sverige hade märkbart svårt med finskorna och avgjorde matchen först de sista minuterna. Några dagar senare var det bortamatch mot Spanien och det blev ännu en överkörning. Eftersom Sverige hade så dålig poängskillnad var avancemang till EM bara möjligt i teorin inför den sista hemmamatchen mot Finland i november 2016. Förbundskapten Jurgita Kausaite fick lämna sitt uppdrag och in som temporär lösning den sista matchen kom assisterande coach Francisco Pinto.
Sverige avslutade storstilat mot Finland i Luleå och vann med . Det räckte dock inte för avancemang och svenskorna stod utanför Eurobasket Women 2017.
| Datum        | Spelplats                 | Hemmalag | Bortalag | Resultat | Publiksiffra |
| ------------ | ------------------------- | -------- | -------- | -------- | ------------ |
| 21 nov, 2015 | Täljehallen, Södertälje   | Sverige  | Spanien  | 52-75    | 2048         |
| 20 feb, 2016 | Helsingfors, Finland      | Finland  | Sverige  | 49-59    | -            |
| 24 feb, 2016 | Logrono, Spanien          | Spanien  | Sverige  | 93-45    | -            |
| 20 nov, 2016 | Luleå Energi Arena, Luleå | Sverige  | Finland  | 94-45    | 1928         |

#### 2017/2018 (kval till Eurobasket Women 2019)
Sverige kvalificerade sig till Eurobasket Women 2019 genom att bli en av de sex bästa grupptvåorna. Poängskillnad är extremt viktigt i detta fall, något som Sverige fick uppleva under det tidigare EM-kvalet när storförluster mot Spanien gjorde att Sverige inte kvalificerade sig. Inför detta EM-kval utsågs fransmannen François Gomez till förbundskapten. Gomez är en rutinerad tränare som blivit korad till årets coach i den franska ligan tidigare.
Genom bortasegern mot Kroatien i den första matchen grundlades avancemanget. Denna match följdes upp av en storseger hemma mot Makedonien och allt såg bra ut. Italienskorna förlorade också överraskande borta mot Kroatien vilket gav Sverige en kanonläge att vinna gruppen. Hemmamatchen mot Italien den 10 februari blev dock en rejäl utskåpning signerat Italien och nu var många rädda att scenariot från det förra EM-kvalet skulle upprepa sig. Inför 5023 personer och statsminister Stefan Löfven vann Sverige på Hovet mot Kroatien och hoppet levde. I de sista matcherna vann Sverige enormt stort borta mot Makedonien och förlorade knappt borta mot Italien i La Spezia. Sveriges poängskillnad var dock så bra att laget som sista lag kvalificerade sig till Eurobasket Women 2019.
Under detta EM-kval slog unga guardtalangen Klara Lundquist igenom och centern Amanda Zahui var Sveriges stora offensiva hot.
| Datum        | Spelplats               | Hemmalag   | Bortalag   | Resultat | Publiksiffra |
| ------------ | ----------------------- | ---------- | ---------- | -------- | ------------ |
| 11 nov, 2017 | Zagreb, Kroatien        | Kroatien   | Sverige    | 54-57    |              |
| 14 nov, 2017 | Täljehallen, Södertälje | Sverige    | Makedonien | 91-51    | 1749         |
| 10 feb, 2018 | Borås                   | Sverige    | Italien    | 47-69    | 2142         |
| 14 feb, 2018 | Hovet, Stockholm        | Sverige    | Kroatien   | 63-55    | 5027         |
| 17 nov, 2018 | Skopje, Makedonien      | Makedonien | Sverige    | 49-118   |              |
| 21 nov, 2018 | La Spezia, Italien      | Italien    | Sverige    | 62-56    |              |

#### Eurobasket Women 2019
Sverige kvalade in till Eurobasket Women 2019 som avgjordes i Lettland och Serbien. Sverige mötte där Montenegro, Tjeckien och Frankrike i gruppspelet.
Truppen inför EM 2019:
| Namn                     | Född | Längd | Pos.    | A-landskamper | Moderklubb     | Klubb 2018-2019          |
| Farhiya Abdi             | 1992 | 188   | Forward | 15            | Fryshuset      | Galatasaray              |
| Matilda Claesson         | 1994 | 170   | Guard   | 1             | Södertälje BBK | Eintracht Braunschweig   |
| Binta Drammeh            | 1992 | 180   | Forward | 34            | BK Järva       | Araski                   |
| Elin Eldebrink           | 1988 | 174   | Guard   | 106           | Södertälje BBK | Perfumerías Avenida      |
| Frida Eldebrink          | 1988 | 174   | Guard   | 118           | Södertälje BBK | KSC Szekszard            |
| Louice Halvarsson        | 1989 | 192   | Center  | 114           | Södertälje BBK | Wetterbygden Sparks      |
| Danielle Hamilton Carter | 1990 | 191   | Center  | 56            | Polisen Basket | Cegledi EKK              |
| Paulina Hersler          | 1994 | 191   | Forward | 2             | Malbas         | Mann-Filter              |
| Kalis Loyd               | 1989 | 188   | Forward | 17            | Malbas         | San Giovanni             |
| Klara Lundquist          | 1999 | 173   | Guard   | 7             | Alvik Basket   | Montpellier              |
| Ellen Nyström            | 1993 | 183   | Guard   | 8             | BK Höken       | Gipuzkoa                 |
| Josefin Vesterberg       | 1993 | 192   | Center  | 14            | BK Höken       | BCC Kangoeroes           |
| Fanny Wadling            | 1997 | 187   | Forward | -             | Skuru Basket   | Uni. of Maine            |
| Cajsa Uhrström           | 1999 | 180   | Guard   | -             | Fryshuset      | Wetterbygden Sparks      |
| Regan Magarity           | 1996 | 191   | Forward | -             | Norrköping UBF | Virginia Tech University |
| Abigail Glomazic         | 1993 | 183   | Forward | -             | Haga Haninge   | A3 Basket                |
| Amanda Zahui             | 1993 | 196   | Center  | 20            | Polisen Basket | New York Liberty         |

Sveriges spelschema och resultat:
| Datum   | Svensk tid | Hemma    | Borta      | Resultat | TV             | Live stats                   |
| ------- | ---------- | -------- | ---------- | -------- | -------------- | ---------------------------- |
| 27 juni | 12:00      | Sverige  | Montenegro | 67-51    | SVT och Viasat | App Gameday basketlandslagen |
| 28 juni | 12:00      | Tjeckien | Sverige    | 71-64    | SVT och Viasat | App Gameday basketlandslagen |
| 30 juni | 20:00      | Sverige  | Frankrike  | 65-71    | SVT och Viasat | App Gameday basketlandslagen |

1 juli spelades eventuell åttondelsfinal, om Sverige hamnade på andra eller tredje plats i gruppen.

### Senare historia
Hösten 2019 tog italienaren Marco Crespo över som förbundskapten för landslaget. Hösten 2020 kvalificerade man sig till EM-slutspeletet 2021.

## Meriter
- Världsmästerskap: -
- Europamästerskap: deltagit 1978, 1981, 1983, 1987 (7:e plats), 2013 (7:e plats), 2015, 2019, 2021[6]
- Olympiska spelen: -